# Löwenbräukeller
La cerveseria Löwenbräukeller és un local del barri Maxvorstadt de Múnic.
És famosa per ser el lloc substitut de celebració dels aniversaris del Putsch de la cervesa de 1923, després d'un intent d'assassinat d'Adolf Hitler en 1939 dut a terme per Georg Elser a la cerverseria original, la propera Bürgerbräukeller.
El 21 d'abril de 1990 s'hi va celebrar un congrés neonazi amb el lema «La veritat t'allibera». Els presents van intentar una «marxa cap a la Feldherrnhalle» emulant en el putsch de Hitler-Ludendorff de 1923.